# Цилькер, Цви
Цви Цилькер (ивр. צבי צילקר‎, 13 марта 1933, Гюстров, Мекленбург — Передняя Померания — 18 ноября 2021, Ашдод, Южный округ) — израильский политик, четвёртый и шестой мэр Ашдода.

## Ранние годы, армия и образование
Цилькер родился в Гюстрове, Мекленбург-Шверин, Германия, в марте 1933 года в еврейской семье и иммигрировал в Подмандатную Палестину со своей семьёй в 1935 году в возрасте двух лет.
Военную службу Цилькер проходил в Армии обороны Израиля в должности командира зенитной батареи ВВС Израиля и завершил службу в звании подполковника. Он получил степень бакалавра гражданского строительства и степень магистра по специальности «системы планирования» в Технионе — Израильском технологическом институте. Он три года учился на докторскую степень в Еврейском университете в Иерусалиме, но не получил её.

## Карьера
Цилькер два года работал инженером в Министерстве жилищного строительства, и ещё два года — инженером в муниципалитете Бейт-Шемеш. С 1962 по 1968 год он работал городским инженером в Ашдоде. Он был избран мэром Ашдода в 1969 году и занимал эту должность до 1983 года, когда его сменил Арье Азулай. Во время его правления Ашдод был разделен на автономные районы, которые могли действовать независимо. С 1978 по 1983 год он также был председателем местных властей в центре страны. За свою карьеру он также занимал пост председателя финансового комитета Союза местных властей и члена Совета портов и железных дорог. В 1984 году он был назначен генеральным директором Министерства связи, а с 1985 по 1986 год возглавлял Министерство труда и социальных вопросов. В 1986 году он был назначен председателем Инженерно-архитектурного совета Израиля, а с 1987 по 1990 год возглавлял Ассоциацию подрядчиков и строителей Израиля. В марте 1989 года он снова был избран мэром Ашдода и занимал этот пост до 2008 года, когда его сменил Йехиэль Ласри. В 2013 году Цви Цилькер снова баллотировался на пост мэра, но проиграл.

## Личная жизнь
Цилькер был женат и имел троих детей. Он умер 18 ноября 2021 года в возрасте 88 лет. Похоронен на кладбище в Ашдоде.